# ФК „Чезена“
ФК „Чезена“ (на итал. Cesena Football Club S.r.l.) е италиански футболен отбор от едноименния град в регион Емилия-Романя. Основан е през 1940 година и дебютира в Серия A през 1973 година. Домашните мачове играе на стадион „Дино Мануци“ с капацитет 23 860 зрители. През сезон 2020/21 играе в Серия Ц – третата дивизия на Италианската лига.
Създаден е през 2018 г. от сливането на ФК „Чезена“ (правоприемникът на фалиралото дружество „Чезена“ (основано първоначално през 1940 г. и фалирало в края на сезона 2017/18) и аматьорския клуб „Романя Чентро“ (известен преди като „Марторано“, основан през 50-те години).
Със своите 13 сезона в Серия А „Чезена“ се намира на 38 място във вечната ранглиста на Серия А от 1929 г. Най-доброто му класиране е 6-о място през сезон 1975/76, когато тимът участва и в Купата на УЕФА. Това е най-доброто постижение на италиански отбор, който не е провинциална столица, постижение, изравнено от „Сасуоло“ през сезон 2015/16.

## Успехи
- Серия B:
- Класиран за Сериа А (3): 1972 – 73, 1981 – 82, 2009 – 10
  - Плей-офф Победител (2): 1986–87, 2013–14
- Серия C/Серия C1/Лега Про:
  -  Победител (3): 1967–68, 1997–98, 2008–09
  - Плей-офф Победител (1): 2003–04
- Купа на Италия Серия C:
  -  Победител (1): 2003 – 04
- Първа дивизия:
  - Победител (1): 1940 – 41
- Серия D:
  -  Победител (1): 1959–60
- Регионална промоция:
  -  Победител (2): 1952 – 53, 1956 – 57

## Известни играчи
- Валтер Шахнер
- Адриано
- Силас
- Масимо Амброзини
- Винченцо Якинта
- Марко Балота
- Алекс Калдерони
- Лоренцо Миноти
- Клаудио Ривалта
- Себастияно Роси
- Дарио Убнер
- Алберто Фонтана
- Валерио Фиори
- Давиде Сантон
- Масимо Бонини
- Папа Ндиайе
- Даниел Панку
- Давор Йозич

## Известни треньори
- Луиджи Радиче (1971 – 1973)
- Ариго Саки (1977 – 1982, младежки състав)
- Марчело Липи (1989 – 1991)
- Адзелио Вичини (1992 – 1993)
- Марко Тардели (1995 – 1996)
- Пиерпаоло Бизоли (2008 – 2010, 2012 – 2014)

## Български футболисти
- Петър Жабов: 2002 - (12 мача - 2 гола)